# The Guardians of Justice
The Guardians of Justice est une série d'action/animation de super-héros créée, écrite et réalisée par Adi Shankar.
La série est une satire de la Ligue des Justiciers de DC Comics, dans laquelle Diamond Dallas Page interprète le rôle de Knight Hawk, une parodie du personnage de Batman. Elle est diffusée exclusivement sur Netflix depuis le 1 mars 2022.

## Synopsis
Après avoir vaincu Robo-Hitler et mis fin à la troisième guerre mondiale, la paix est revenue sur Terre grâce au super-héros Marvelous Man. Mais cette paix est compromise à la suite de sa mort. Knight Hawk, son ancien lieutenant, et The Speed enquêtent sur son suicide, tout en tentant d'empêcher une quatrième guerre mondiale.

## Distribution

### Acteurs principaux
- Diamond Dallas Page (VF : Serge Biavan) : Knight Hawk
- Sharni Vinson (VF : Barbara Beretta) : The Speed
- Denise Richards : Laura Lang
- Tiffany Hines : Black Bow
- Alyson Stoner : Monica
- Zachery Ty Bryan : Mike
- Derek Mears (VF : Thomas Roditi) : Awesome Man
- John Hennigan (VF : Damien Ferrette) : Red Talon
- Jackson Rathbone (VF : Gauthier Battoue) : Blue Scream
- Preeti Desai (en) : Golden Goddess
- Kellan Lutz : King Tsunami
- Jen Sung Outerbridge : Dr Ravencroft
- Will Yun Lee (VF : Olivier Chauvel) : Marvelous Man
- Edi Gathegi (VF : Stéphane Ronchewski) : M. Smiles
- Andy Milonakis (en) (VF : Tom Trouffier) : Phil Hart
- Max Adler : Samson Steel
- Hal Ozsan (VF : Alexis Victor) : Van Dawson
- Alexandra Billings : Alex
- Christopher Judge (VF : Thierry Desroses) : le président Nicholas E. Nukem
- Jane Seymour (VF : Véronique Augereau) : Addison Walker
- RJ Mitte (VF : Pascal Nowak) : Mind Master
- Ryan Ochoa : Sepia Spider
- Viggo Villalobos : Little Wing
- Christopher Gee (VF : Gilles Morvan) : Cortex

### Acteurs récurrents
- Brigitte Nielsen : la reine Anubis
- Jenny Stumme : la secrétaire des Relations Publiques
- David Hutchison : le général Ortsed
- Adi Shankar (VF : Antoine Schoumsky) : Logan Lockwood, l'annonciateur d'Anubis
- Curt Bonnem : l'inspecteur Bullet
- Tony Smith : Motion Blur
- Jessica Lee : Chandra Chang
- Kelli Jordan : Harriet Houston
- Ezra Dewey : le jeune garçon
- Luke Zimmerman : l'enfant à la cape
- Richard Epcar : Blam Blam
- Chaz Bono : Whittaker
- Brandon Molale : Knight Hawk (double)
- Jason Krothy : Awesome Man (double)
- Rich Paul : l'officier Tenant
- Pancho Moler : l'officier Baker

## Production

### Développement
Le 29 juillet 2015, HBO table sur la série Adi Shankar's Gods And Secrets. Le 27 septembre 2021, la série est renommée The Guardians of Justice.
Diamond Dallas Page, Jackson Rathbone, Kellan Lutz, Sharni Vinson et Andy Milonakis sont annoncés au casting dès le 29 juillet 2015. Le 27 septembre 2021 sont confirmés Hal Ozsan, Derek Mears, Christopher Judge, Brigitte Nielsen, RJ Mitte et Zachery Ty Bryan.

### Fiche technique
Sauf indication contraire, les informations mentionnées dans cette section peuvent être confirmées par la base de données cinématographiques IMDb,  présente dans la section « Liens externes ».
- Titre original : The Guardians of Justice
- Réalisation : Adi Shankar
- Scénariste : Adi Shankar
- Producteurs : Bootleg Universe
- Producteurs exécutifs : Adi Shankar
- Société(s) de production : Bootleg Universe
- Société(s) de distribution : Netflix
- Pays d'origine : USA
- Langue originale : anglais
- Format : couleur
- Genre : action/animation
- Durée : 30 minutes
- Classification : 
  - Allemagne : 18
  - Espagne : 18
  - Italie : 18
  - Pays-Bas : 16
  - États-Unis : TV-MA

## Épisodes
1. Chapitre 1: Assassiné ?
2. Chapitre 2 : Mégalomane instable
3. Chapitre 3 : Anubis ou comment j'ai appris à aimer l'arme nucléaire
4. Chapitre 4 : Le monopole du mot "justice"
5. Chapitre 5 : Quand les Gardiens tombent amoureux
6. Chapitre 6 : Sous la colère, la honte
7. Chapitre 7 : La proximité du pouvoir corrompt plus que le pouvoir lui-même

## Diffusion
Le 12 octobre 2021, la série est sélectionnée au festival Canneseries en France.
Le 1er mars 2022, Netflix diffuse la série en exclusivité.

## Réception
La série obtient
- 5,1/10 sur IMDB (5 600 critiques)[8]
- 2,1 étoiles sur 5 sur Allociné (103 notes)[9]
- 79% sur Rotten Tomatoes (250+ critiques spectateurs)[10]